# Club Atlético Osasuna
El Club Atlético Osasuna és un club de futbol de la ciutat de Pamplona a Navarra. El nom "Osasuna" significa salut, força o vigor en basc. El color que identifica el club és el vermell, color de la seva samarreta, juntament amb el blau marí, que es fan servir al seu uniforme titular des de la seva fundació. Des de 1967 juga com a local a l'Estadi El Sadar (conegut com a Reyno de Navarra entre els anys 2005 i 2011), de propietat del club, i amb capacitat per a 19.800 espectadors. Entrena a les Instal·lacions Esportives de Tajonar.

## Història
El club fou fundat el 17 de novembre de 1920, fruit de la fusió de dos clubs de la ciutat, el Sportiva i el New Club. Ha estat subcampió de la Copa del Rei en una ocasió, i ha participat en una fase prèvia de la Lliga de Campions de la UEFA i en quatre edicions de la Copa de la UEFA. És el club de futbol més important de Navarra per palmarès i història, amb un total de 32 temporades a primera divisió, 33 a Segona i 12 a Tercera. Històricament, és el dissetè millor equip d'Espanya. D'altra banda és un dels quatre únics clubs professionals d'Espanya, al costat de Reial Madrid, FC Barcelona i Athletic Club, que no és una societat anònima esportiva, de manera que la propietat del club recau en els seus socis.
L'Osasuna va néixer de la fusió de dos clubs de futbol pamplonesos anteriors: l'Sportiva Foot-Ball Club (el president i jugador va ser Eduardo Aizpún Andueza) i el New Club, després de prèvia reunió dels seus representants en el famós Cafè Kutz de Pamplona. Hi ha certa incertesa pel que fa a la data de la constitució de l'Osasuna en no tenir estudis històrics necessaris. Hi ha diverses fonts sobre la seva fundació: en una crònica de l'època, al diari El Pueblo Navarro, es diu que el club va aparèixer el 24 octubre 1920 i que la disputa del seu primer partit va ser contra el Regiment de la Constitució, i el resultat empat a un. Segons una acta d'una junta extraordinària de la Sportiva Foot-Ball Club, el dia concret de la seva fundació torna a ser el 24 d'octubre de 1920. Altres fonts apunten al diumenge 17 d'octubre de 1920, data en què el Sportiva FC va jugar el seu últim partit i que a manera de repetir també se li ha donat per bona. Oficialment, el club (conscient de les dificultats de datació) no reconeix cap data exacta, sinó diu que la seva fundació es va produir probablement un dimecres de novembre de 1920. De tota manera, el més probable és que el club es donés a llum entre els vuit dies que van des d'una possible data a una altra. En la seva primera temporada de vida va disputar un total de 22 partits, amb 11 victòries, 6 empats i 5 derrotes, amb un total de 42 gols a favor i 34 en contra. La temporada 1931-1932 va ascendir a Segona divisió, després de finalitzar la temporada en primera posició amb 14 punts, gràcies a 8 partits jugats, amb 6 victòries i 2 empats.

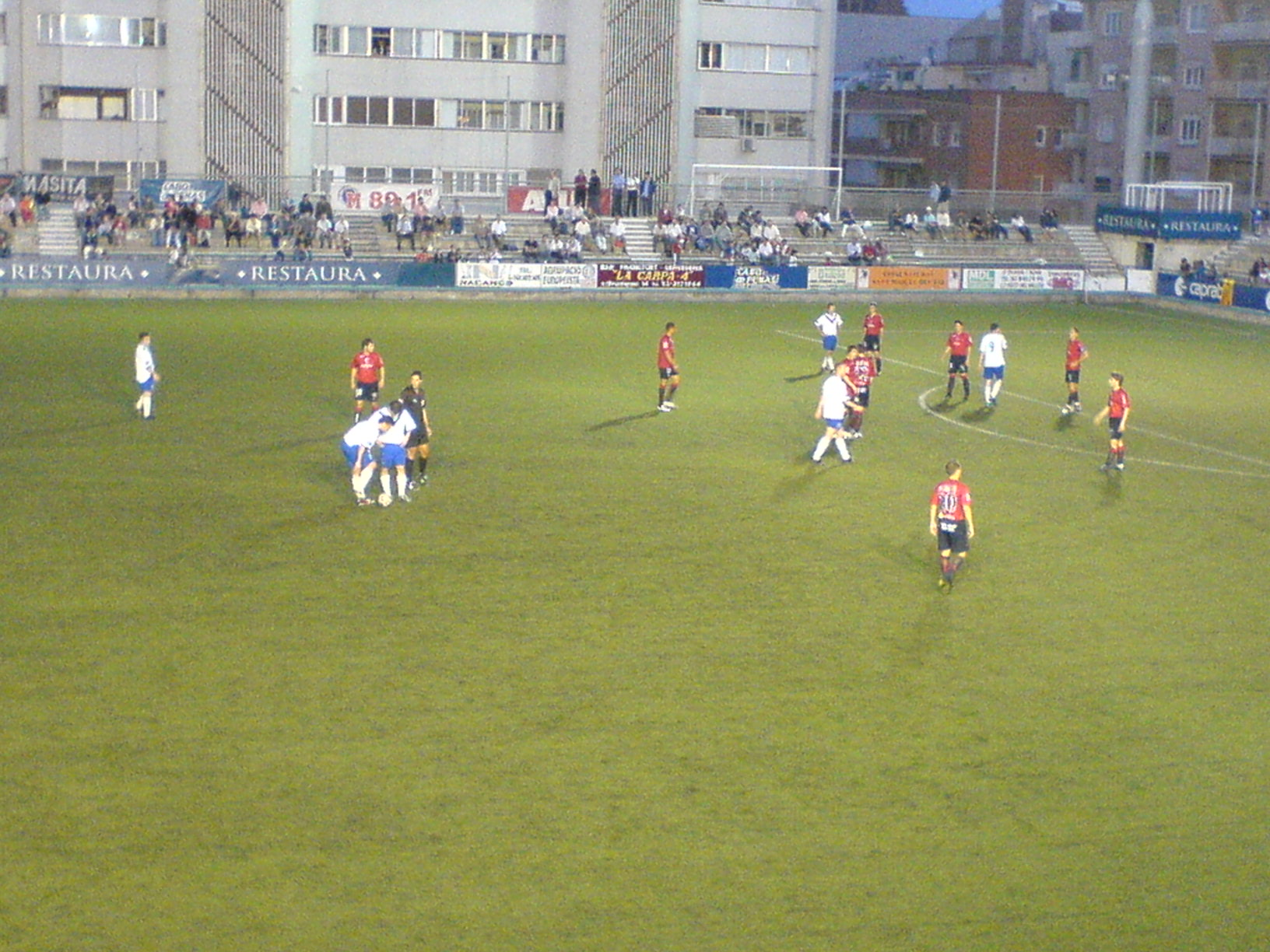
Imatge d'un partit de l'Osasuna.

El 1934-1935 ascendeix per primera vegada en la història a primera divisió d'Espanya. A la Copa d'Espanya, l'Osasuna va arribar fins a les semifinals. Així doncs la temporada 1935-1936 va ser la primera de la seva història en la màxima categoria del futbol espanyol, però no va poder mantenir la categoria després de caure als llocs de descens en les dues últimes jornades. Entre 1943 i 1960 el Club arriba a baixar a la Tercera Divisió d'Espanya, va pujar fins a Primera i va tornar a baixar en diverses ocasions. El 2 de setembre de 1967 es va inaugurar l'estadi del Sadar amb un partit que va enfrontar el Reial Saragossa amb el Vitória de Setúbal de Portugal. El següent partit, entre vermells i portuguesos, es va jugar un dia després amb victòria osasunista per tres gols a un. La temporada 1985-1986 va participar per primera vegada en la seva història a la Copa de la UEFA, després que en la temporada anterior l'Osasuna s'hagi classificat en la sisena posició de la taula.
El 4 de juny de 2000, va tornar a pujar a Primera en un partit disputat entre el Recreativo de Huelva i l'Osasuna, que finalment amb el resultat 2-1 a favor de l'Osasuna, va pujar a Primera. l'11 de juny del 2005 va jugar la seva primera final de Copa del Rei, quedant subcampió en perdre en aquesta final contra el Reial Betis. El desembre de 2005 l'estadi passa a denominar-se Reyno de Navarra, en principi durant els següents 3 anys, a causa de l'acord entre el Club i el Govern de Navarra per promocionar i potenciar turísticament la Comunitat Foral de Navarra a canvi d'una aportació econòmica del govern navarrès.

## Palmarès

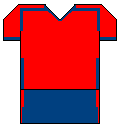
Tradicional equipament del club

- 1 Subcampionat de la Copa del Rei espanyola: 2004-05.
- 4 Campionats de Segona Divisió: 1952-1953, 1955-1956, 1960-1961, 2018-2019.
- 7 Campionats de Tercera Divisió: 1931-32, 1947-48, 1948-49, 1968-1969, 1971-1972, 1974-1975, 1976-1977.

## Estadístiques
- Temporades a Primera divisió: 36
  - Millor posició a la lliga: 4t (1990-91, 2005-06)
  - Pitjor posició a la lliga: 20è (1993-94)
- Temporades a Segona divisió: 34
- Temporades a Tercera divisió: 12
- Posició històrica: 16è
- Major victòria com a local a la Lliga

| CA Osasuna | 6–0 | Reial Betis |
| ---------- | --- | ----------- |
|            |     |             |

 Estadi de San Juan, (Pamplona)        
- Major victòria com a visitant a la Lliga

| Real Betis Balompié | 0–5 | CA Osasuna |
| ------------------- | --- | ---------- |
|                     |     |            |

 Estadi Manuel Ruiz de Lopera, (Sevilla)        
- Major derrota com a local a la Lliga

| CA Osasuna | 1–8 | Athletic Club |
| ---------- | --- | ------------- |
|            |     |               |

 Estadi de San Juan, (Pamplona)        
- Major derrota com a visitant a la Lliga

| Reial Madrid CF | 8–0 | CA Osasuna |
| --------------- | --- | ---------- |
|                 |     |            |

 Estadi Santiago Bernabéu, (Madrid)        
| FC Barcelona | 8–0 | CA Osasuna |
| ------------ | --- | ---------- |
|              |     |            |

 Camp Nou, (Barcelona)        

## Plantilla 2025-26
A 21 juliol 2025
| N. | Pos. | Nac. | Jugador                    |
| -- | ---- | --- | -------------------------- |
| 1  | POR  | [[Fitxer:Flag of Spain.svg\|23x15px\|border \|alt=Espanya\|link=Selecció de futbol d'Espanya\|{{#if:\|]]                                       | Sergio Herrera (4t capità) |
| 3  | DEF  | [[Fitxer:Flag of Spain.svg\|23x15px\|border \|alt=Espanya\|link=Selecció de futbol d'Espanya\|{{#if:\|]]                                       | Juan Cruz                  |
| 5  | DEF  | [[Fitxer:Flag of Spain.svg\|23x15px\|border \|alt=Espanya\|link=Selecció de futbol d'Espanya\|{{#if:\|]]                                       | Jorge Herrando             |
| 6  | MIG  | [[Fitxer:Flag of the Valencian Community (2x3).svg\|23x15px\|border \|alt=País Valencià\|link=Selecció de futbol del País Valencià\|{{#if:\|]] | Lucas Torró (3r capità)    |
| 7  | MIG  | [[Fitxer:Flag of Spain.svg\|23x15px\|border \|alt=Espanya\|link=Selecció de futbol d'Espanya\|{{#if:\|]]                                       | Jon Moncayola (6è capità)  |
| 9  | DAV  | [[Fitxer:Flag of Spain.svg\|23x15px\|border \|alt=Espanya\|link=Selecció de futbol d'Espanya\|{{#if:\|]]                                       | Raúl García                |
| 10 | MIG  | [[Fitxer:Flag of Spain.svg\|23x15px\|border \|alt=Espanya\|link=Selecció de futbol d'Espanya\|{{#if:\|]]                                       | Aimar Oroz                 |
| 11 | MIG  | [[Fitxer:Flag of Spain.svg\|23x15px\|border \|alt=Espanya\|link=Selecció de futbol d'Espanya\|{{#if:\|]]                                       | Kike Barja (5è capità)     |
| 13 | POR  | [[Fitxer:Flag of Spain.svg\|23x15px\|border \|alt=Espanya\|link=Selecció de futbol d'Espanya\|{{#if:\|]]                                       | Aitor Fernández            |
| 14 | MIG  | [[Fitxer:Flag of the Valencian Community (2x3).svg\|23x15px\|border \|alt=País Valencià\|link=Selecció de futbol del País Valencià\|{{#if:\|]] | Rubén García (2n capità)   |

| N. | Pos. | Nac. | Jugador          |
| -- | ---- | --- | ---------------- |
| 16 | MIG  | [[Fitxer:Flag of the Valencian Community (2x3).svg\|23x15px\|border \|alt=País Valencià\|link=Selecció de futbol del País Valencià\|{{#if:\|]] | Moi Gómez        |
| 17 | DAV  | [[Fitxer:Flag of Croatia.svg\|23x15px\|border \|alt=Croàcia\|link=Selecció de futbol de Croàcia\|{{#if:\|]]                                    | Ante Budimir     |
| 18 | MIG  | [[Fitxer:Flag of Spain.svg\|23x15px\|border \|alt=Espanya\|link=Selecció de futbol d'Espanya\|{{#if:\|]]                                       | Iker Muñoz       |
| 19 | DEF  | [[Fitxer:Flag of France (1794–1815, 1830–1974).svg\|23x15px\|border \|alt=França\|link=Selecció de futbol de França\|{{#if:\|]]                | Valentin Rosier  |
| 21 | DAV  | [[Fitxer:Flag of Spain.svg\|23x15px\|border \|alt=Espanya\|link=Selecció de futbol d'Espanya\|{{#if:\|]]                                       | Víctor Muñoz     |
| 22 | DEF  | [[Fitxer:Flag of Cameroon.svg\|23x15px\|border \|alt=Camerun\|link=Selecció de futbol del Camerun\|{{#if:\|]]                                  | Enzo Boyomo      |
| 23 | DEF  | [[Fitxer:Flag of Spain.svg\|23x15px\|border \|alt=Espanya\|link=Selecció de futbol d'Espanya\|{{#if:\|]]                                       | Abel Bretones    |
| 24 | DEF  | [[Fitxer:Flag of Spain.svg\|23x15px\|border \|alt=Espanya\|link=Selecció de futbol d'Espanya\|{{#if:\|]]                                       | Alejandro Catena |
| —  | MIG  | [[Fitxer:Flag of Spain.svg\|23x15px\|border \|alt=Espanya\|link=Selecció de futbol d'Espanya\|{{#if:\|]]                                       | Ander Yoldi      |
| —  | MIG  | [[Fitxer:Flag of Spain.svg\|23x15px\|border \|alt=Espanya\|link=Selecció de futbol d'Espanya\|{{#if:\|]]                                       | Iker Benito      |

Els equips de la lliga espanyola estan limitats a tenir en la plantilla un màxim de tres jugadors sense passaport de la Unió Europea. La llista inclou només la principal nacionalitat de cada jugador, o aquella que correspongui a la selecció amb la qual juga internacionalment; alguns jugadors no europeus tenen doble nacionalitat d'algun país de la UE:

### Jugadors històrics destacats
- Leonel Gancedo
- Mariano Armentano
- Gerardo Rivero
- John Aloisi
- Pierre Webó
- Pablo Contreras
- Michael Pedersen
- Sammy Lee
- Michael Robinson
- Ludovic Delporte
- Javad Nekounam
- Javier Aguirre Onaindía
- Patxi Puñal
- José Ángel Ziganda
- José Mari Lumbreras
- Mohamed El Yaagoubi
- Jan Urban
- Mirosław Trzeciak
- Roman Kosecki
- Jacek Ziober
- Ryszard Staniek
- Nuno Espírito Santo
- Savo Milošević
- Dejan Marković
- Petar Vasiljević
- Pablo Orbaiz
- Castañeda
- Bustingorri
- Iriguibel
- Tiko
- Sabino
- Josep Fusté
- Tomás Zarraonaindia
- Paco Bienzobas
- Gregorio Vergel
- Ignacio Eizaguirre
- Pachín
- Ignacio Zoco
- Biurrun
- Juan Carlos Unzué
- Jon Andoni Goikoetxea
- Pablo Gabriel García Pérez
- Ionel Gane
- Ricardo Sanzol

## Presidents
- 1920-21 Joaquín Rasero
- 1921-23 Rafael Álvarez
- 1923-24 Natalio Cayuela
- 1924-28 Aurelio Álvarez
- 1928-35 Natalio Cayuela
- 1935-36 Ambrosio Izu
- 1936-39 Angel Lazcano
- 1939-41 Vicente Jáuregui
- 1941-43 Antonio Lizarza
- 1943-44 Antonio Archanco
- 1944-47 Antonio Lizarza
- 1947-48 Antonio Mª Istúriz
- 1948-51 Angel Goicoechea
- 1951-54 Daniel Taberna
- 1954-55 Anastasio Andía
- 1955-59 Valentín Pueyo
- 1959-70 Jacinto Saldise
- 1970-71 Emilio García Ganuza
- 1971-94 Fermín Ezcurra
- 1994-96 Javier Garro
- 1996-98 Juan Luis Irigaray
- 1998-02 Javier Miranda
- 2002-12 Patxi Izco
- 2012-14 Miguel Archanco